# 陈光祥
陈光祥（1963年11月—），中华人民共和国政治人物，广东徐闻人。

## 生平
- 1982年8月：参加工作。
- 1986年5月：加入中国共产党。
- 2004年：进入湛江市政坛。
- 2016年12月：担任廉江市党组成员兼市委书记。
- 2020年10月21日：广东纪委监委对其进行纪律审查和监察调查。
- 2021年1月份：被双开，同时广东省纪委监委对其进行立案审查调查。[1]